# تعاریف سفیدپوست بودن در ایالات متحده آمریکا
ساختارهای حقوقی و اجتماعی که آمریکایی‌های سفیدپوست را تعریف می‌کنند و آنها را از افرادی متمایز می‌کند که توسط دولت و جامعه سفیدپوست محسوب نمی‌شوند، در طول تاریخ ایالات متحده متغیر بوده‌است.

## زمینه
در قرن هجدهم، «سفید» به عنوان یک اصطلاح نژادی در زمانی که به بردگی گرفتن آفریقایی-آمریکایی‌ها گسترده بود، کاملاً تثبیت شده بود. دیوید آر. رودیگر استدلال کرده‌است که برساختن «نژاد سفید» در ایالات متحده تلاشی برای فاصله دادن ذهنی برده داران از بردگان بود. فرایند سفید تعریف شدن از سوی قانون در اغلب در اختلافات دادگاه‌ها بر سر تلاش برای کسب تابعیت ظهور می‌کرد. قانون تابعیت سال ۱۷۹۰ تابعیت را فقط به «هر بیگانه ای که یک سفیدپوست آزاد باشد» ارائه می‌داد. حداقل در ۵۲ مورد، افراد از طرف مقامات مهاجرت از داشتن وضعیت سفیدپوستی محروم شدند و در دادگاه شکایت کردند تا عنوان سفیدپوست را به دست آورند.
تا سال ۱۹۲۳ دادگاه‌ها استاندارد «دانش عمومی» را تأیید کردند و نتیجه گرفتند که «شواهد علمی» ضدونقیض است. محقق حقوقی جان تهرانیان استدلال می‌کند که در واقع این یک استاندارد «مبتنی بر عملکرد» بود که مربوط به اعمال مذهبی، فرهنگ، تحصیلات، ازدواج بین افراد و نقش یک جامعه در ایالات متحده بود.
| اصالت                     | درصد |
| ------------------------- | ---- |
| آلمانی آمریکایی‌ها         | ۱۵٫۲ |
| آمریکایی‌های ایرلندی‌تبار   | ۱۰٫۸ |
| آمریکایی‌های انگلیسی‌تبار   | ۸٫۷  |
| آمریکایی‌های ایتالیایی‌تبار | ۵٫۶  |
| لهستانی‌های آمریکا         | ۳٫۲  |
| فرانسوی                   | ۳٫۰  |
| اسکاتلندی                 | ۱٫۷  |
| آمریکایی‌های هلندی‌تبار     | ۱٫۶  |
| نروژی                     | ۱٫۶  |
| اسکاتلندی-ایرلندی         | ۱٫۵  |
| آمریکایی‌های سوئدی‌تبار     | ۱٫۴  |

## گروه‌های قومی خاص

### آسیایی آمریکایی‌ها

#### آمریکایی‌های آسیای غربی و آسیای میانه
اداره سرشماری «مردم اصلی اروپا، شمال آفریقا یا خاورمیانه» را در زمره سفیدپوستان قرار می‌دهد. تحت فشار گروه‌های مدافع، اداره سرشماری در سال ۲۰۱۴ اعلام کرد که ایجاد یک گروه قومی جدید منا (MENA) را برای جمعیت‌های اهل خاورمیانه، آفریقای شمالی و جهان عرب، جدا از گروه «سفید» در نظر خواهد گرفت. در صورت تصویب توسط دفتر سرشماری، این دسته‌بندی نیز به تأیید کنگره نیاز دارد.

##### آمریکایی‌های عرب
از سال ۱۹۰۹ تا ۱۹۴۴، اعضای جوامع عرب آمریکایی در ایالات متحده از طریق به رسمیت شناخته شدن رسمی به عنوان سفیدپوست خواهان تابعیت این کشور شدند. در این دوره، دادگاه‌ها در تعریف اعراب به عنوان سفیدپوست ضدونقیض عمل کردند، به بعضی‌ها شرایط تابعیت را اعطا کردند، در حالی که دیگران را رد می‌کردند؛ بنابراین، در نیمه اول قرن بیستم، بسیاری از اعراب به عنوان شهروندان «سفیدپوست آمریکایی» تابعیت کسب کردند شدند، در حالی که دیگران به عنوان «بیگانگان غیرسفید» اخراج شدند.